# Освобождение Толстого
«Освобождение Толстого» — философско-критическое и биографическое произведение («книга», эссе, трактат и др.) 1937 года Ивана Алексеевича Бунина, итоговое сочинение автора в «теме Л. Н. Толстого».
Основная тема произведения — «истолкование того последнего этапа жизненного пути Толстого, который принято называть его „уходом“».
Агафонова В. Д. отмечает, что «Освобождение Толстого» значимо не только проникновением в мир «героя» произведения, но во многом характеризует нравственные идеалы и духовные искания самого автора сочинения.

## История создания
В 1930-е годы в парижских газетах было опубликовано несколько статей и интервью, в которых Бунин делился известными ему из воспоминаний давних знакомых (П. Д. Боборыкина, А. М. Жемчужникова) подробностями о жизни Толстого. Эти воспоминания большей частью вошли в «Освобождение Толстого».